# Saint-Maurice (Val-de-Marne)
Saint-Maurice ist eine französische Gemeinde mit 14.411 Einwohnern (Stand 1. Januar 2022) im Südosten von Paris. Sie gehört zum Département Val-de-Marne und liegt in der Region Île-de-France. Die Entfernung zum Zentrum der Hauptstadt beträgt etwa sieben Kilometer.

## Geschichte
Ursprünglich hieß die Gemeinde Charenton-Saint-Maurice. 1842 wurde der Name dann auf Saint-Maurice gekürzt.
1929 verlor die Gemeinde die Hälfte ihres Gebietes, weil der Wald von Vincennes der Stadt Paris zugeschlagen wurde.
| Jahr      | 1794 | 1851  | 1896  | 1946   | 1968   | 1975  | 1982  | 1990   | 1999   | 2009   | 2017   |
| --------- | ---- | ----- | ----- | ------ | ------ | ----- | ----- | ------ | ------ | ------ | ------ |
| Einwohner | 659  | 2.551 | 6.297 | 10.133 | 10.477 | 9.221 | 9.420 | 11.157 | 12.742 | 14.439 | 14.056 |

## Gemeindepartnerschaften
- Seit 1957 verbindet eine Partnerschaft die beiden Orte Saint-Maurice im schweizerischen Wallis und im Tal der Marne.
- Eine weitere Partnerschaft besteht seit 1996 zu der deutschen Gemeinde Erlenbach am Main.

## Wirtschaft
Die Filmproduktionsfirma Gaumont unterhält im Ort ein Filmstudio, das nur eines von vier Standorten der Franstudios darstellt. Gedreht wurden hier unter anderem Es war einmal (1946), Die Teuflischen (1955) und Der Clan der Sizilianer (1969).

## Persönlichkeiten
- Marquis de Sade (1740–1814), Autor und Adeliger aus dem Haus Sade, war 1789 und dann von 1803 bis zu seinem Tod 1814 Gefangener im asile d’aliénés, siehe Hospiz zu Charenton
- Eugène Delacroix (1798–1863), Maler
- Edmond Nocard (1850–1903), Mikrobiologe und Infektiologie, lebte von 1883 bis zu seinem Tod in Saint-Maurice
- Jacques Sereys (1928–2022), französischer Schauspieler und Theaterleiter
- René von Bourbon-Parma (1894–1962), Prinz aus dem Hause Bourbon-Parma.
- Denise Guénard (1934–2017), Leichtathletin
- Yves Niaré (1977–2012), Leichtathlet
- Hassan Yebda (* 1984), Fußballer
- Adrien Rabiot (* 1995), Fußballer
- Arnaud Gauthier-Rat (* 1996), Beachvolleyballer
- Dominique Youfeigane (* 2000), zentralafrikanisch-französischer Fußballtorwart